# 팬택 베가 LTE EX
팬택 스카이 베가 LTE EX(Pantech SKY VEGA LTE EX)는 2012년 1월 10일 LG유플러스에서 단독 출시된 팬택의 스마트폰이다. 스카이 베가 LTE M의 변형 기종이다.

## 운영 체제/소프트웨어

### 안드로이드 4.0.4 아이스크림샌드위치
2012년 12월 7일에 4.0.4 아이스크림 샌드위치 업그레이드를 실시했다.

### 안드로이드 4.1.2 젤리빈
2013년 12월 24일에 4.1.2 젤리빈 업그레이드를 실시했다.

## 기타 업그레이드
● 2014년 6월 22일
긴급전화중 학교폭력신고(117) 추가

## 특수 기능

### 모션 인식
터치를 하지 않아도 손동작을 인식하여 손동작만으로도 사용할 수 있다.
허나 모션 인식이 제대로 되지 않는 등 문제가 많이 있음
심지어 AS센터 직원이 해도 인식 못하고 원래 그렇다고 함